# Molophilus praelatus
Molophilus praelatus là một loài ruồi trong họ Limoniidae. Chúng phân bố ở miền Australasia.